# 邹新生
邹新生（1948年—），汉族，中华人民共和国政治人物、第十一届全国政协委员。
加入中国共产党，担任黑龙江省哈尔滨市政协主席。2008年，当选第十一届全国政协委员，代表特别邀请人士，分入第五十八组。